# Binnenschifffahrt

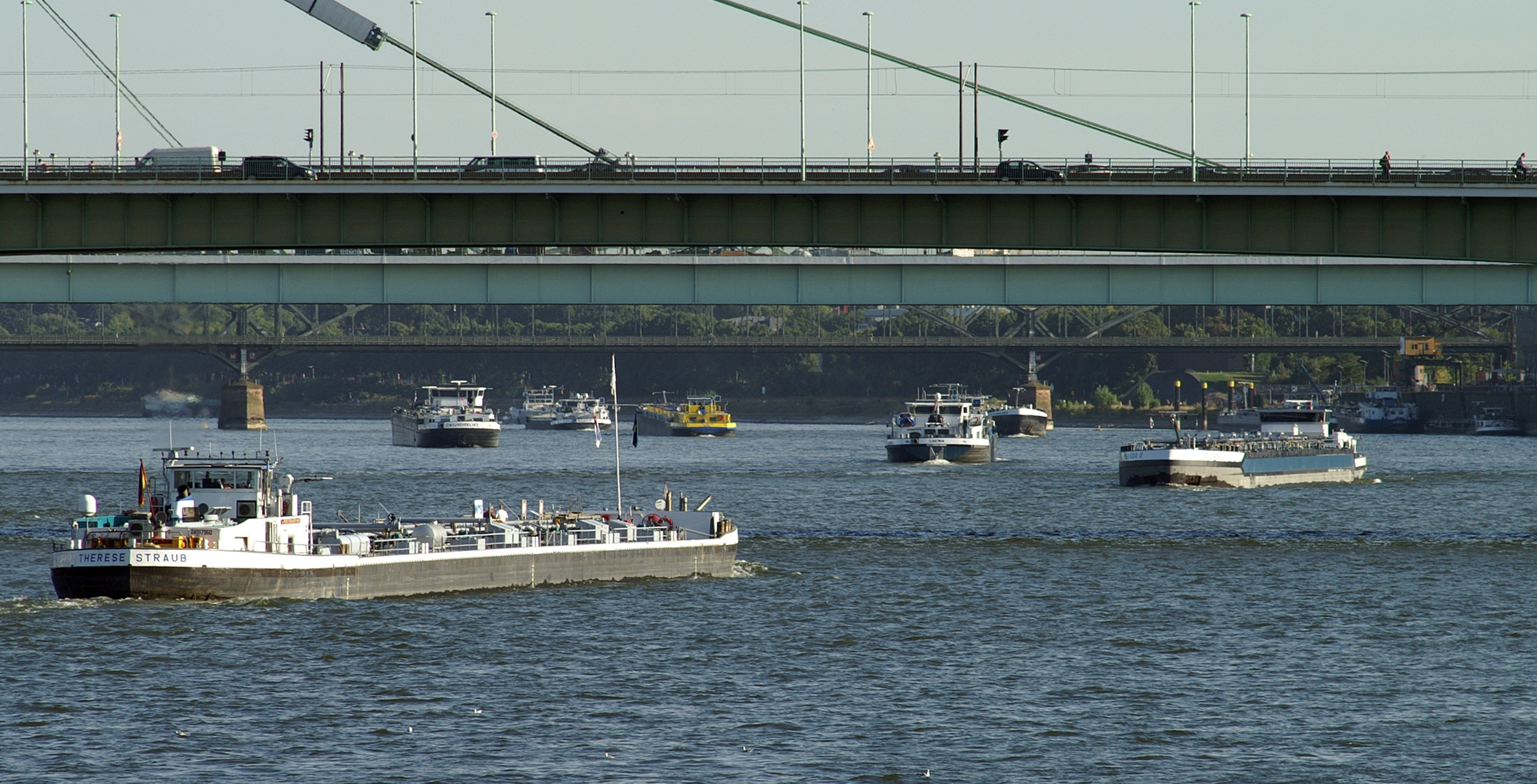
Dichter Verkehr auf dem Rhein in Köln

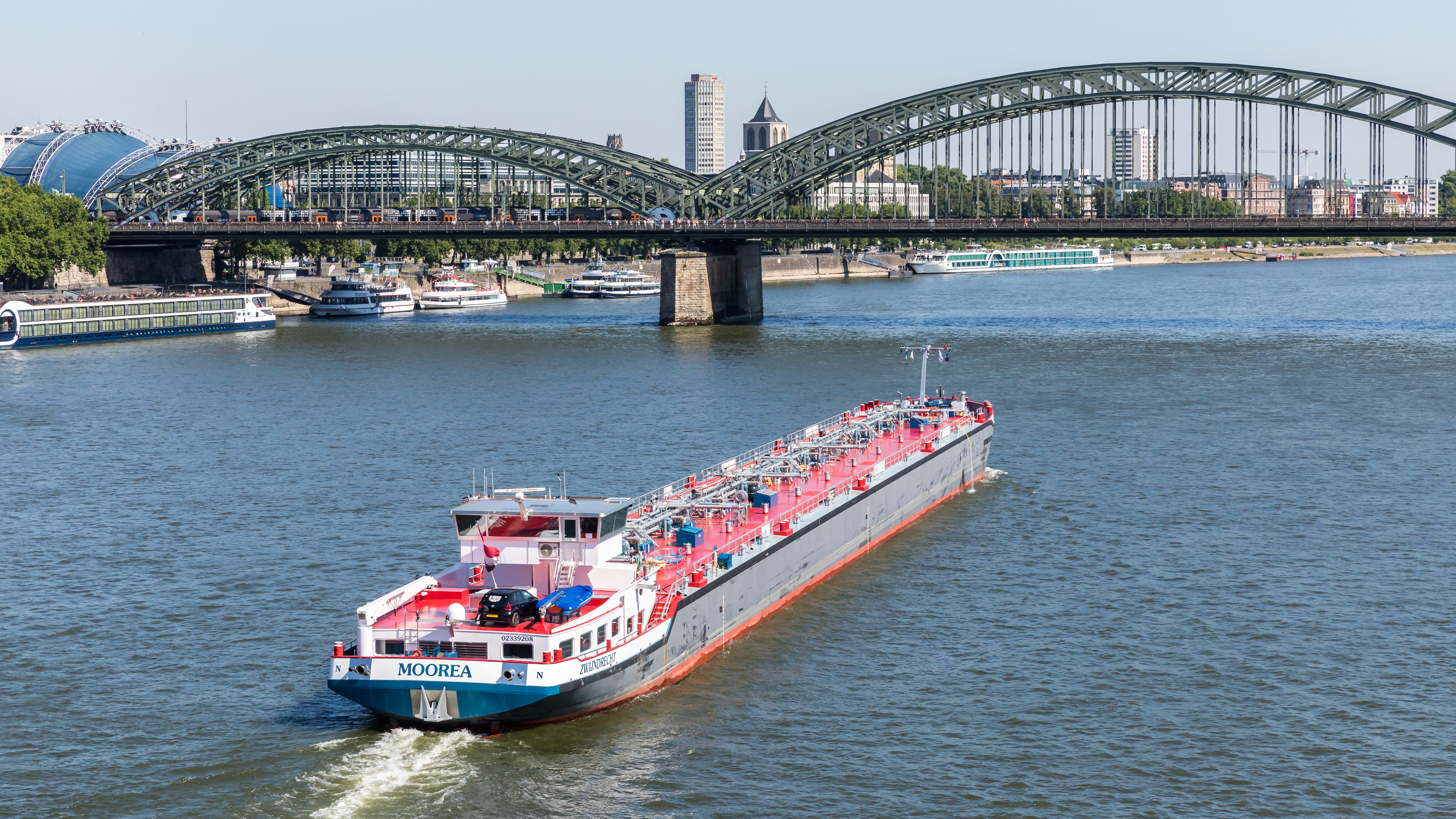
Tankschiff Moorea in Köln

Binnenschifffahrt (älter Binnenschiffahrt) ist die überwiegend gewerbliche Schifffahrt auf Binnengewässern und Binnenwasserstraßen, also auf Flüssen, Kanälen und Seen im Bereich des Güter- und Personentransports. Ein Teil der Sportschifffahrt findet ebenfalls im Binnenschifffahrtbereich statt.

## Entwicklung
Die Binnenschifffahrt entwickelte sich von der Flößerei über Treidelschifffahrt und Dampfschifffahrt zur Motorschifffahrt (siehe auch Geschichte der Binnenschifffahrt). Wie in der Seeschifffahrt gibt es in der Binnenschifffahrt eine Vielzahl verschiedener Schiffstypen, hier kann z. B. der Weidling genannt werden; mit solchen Booten wurden z. B. auf den Schweizer Flüssen Aare, Reuss, Limmat, Thur und Rhein schon vor Jahrhunderten auch schwere Lasten transportiert; in entsprechenden Aufzeichnungen findet sich der Begriff erstmals im 14. Jahrhundert. Für 1790 sind z. B. auf dem Weg von Koblenz AG nach Brugg 2.142 Weidlinge dokumentiert, beladen mit im Schnitt sechs Fässern Salz, einer Gesamtladung von gut zwei Tonnen entsprechend – sie wurde jeweils von ca. drei Männern transportiert. Unter den Transportgütern über die Flüsse wurden auch Kälber geschifft, ebenso Getreide, Eisen, Tabak, Baumwolle, Bergkristalle und vieles mehr.
Schiffbare Gewässer hatten früher eine größere Bedeutung als heute. Große Flüsse und ihre Nebenflüsse prägten Wirtschaftsräume (siehe auch Geographie Europas#Flüsse), Liste von Flüssen in Europa. Zum Beispiel trug die europäische Wasserscheide (zwischen den deutschen Flüssen, die in Nord- oder Ostsee münden und dem Flusssystem der Donau, die ins Schwarze Meer mündet) zu einer Trennung zwischen den Donauländern und anderen europäischen Ländern bei. Ein Grund dafür war, dass der Transport mit anderen Mitteln (z. B. Karren, die von Tieren oder Menschen gezogen wurden) sehr beschwerlich und langsam war. Ein Indiz für die Bedeutung der Binnenschifffahrt vor dem Aufkommen der Eisenbahn ist, dass es auf dem Wiener Kongress eine eigene Kommission gab, die sich nur mit Fragen der Flussschifffahrt beschäftigte.

## Infrastruktur
Bedeutsam ist die Binnenschifffahrt in Deutschland vor allem auf den Flüssen Rhein, Main, Donau, Mosel, Neckar, Weser, Elbe, Oder und Havel sowie auf verschiedenen Kanälen wie dem Mittellandkanal, dem Elbe-Havel-Kanal, dem Elbe-Seitenkanal, dem Main-Donau-Kanal, dem Oder-Havel-Kanal, dem Rhein-Herne-Kanal, dem Dortmund-Ems-Kanal, dem Datteln-Hamm-Kanal und dem Wesel-Datteln-Kanal. Die letzten drei genannten Kanäle treffen sich in Europas größtem Kanalknotenpunkt in Datteln. In Deutschland gibt es etwa 7300 km Binnenwasserstraßen, 75 % Flüsse und 25 % Kanäle. Dazu gehören 335 Schleusen, 280 Wehre, drei Schiffshebewerke, zwei Talsperren und etwa 1300 Brücken. Laut Bundesministerium für Verkehr, Bau und Stadtentwicklung (BMVBS) haben 56 der 74 deutschen Großstadtregionen einen Wasserstraßenanschluss. Einen Hafen für den Binnenschiffsverkehr nennt man Binnenhafen. Der Duisburger Hafen ist der größte Binnenhafen Europas (siehe Kategorie:Ort mit Binnenhafen).

## Frachtschifffahrt
Frachtschiffe transportieren Güter, vor allem Kohle und Erze, Agrargüter, Erdöl und Erdölprodukte, Sand und Kies, Stahl und Schrott sowie Container, auch Gefahrgüter.

## Fahrgastschifffahrt

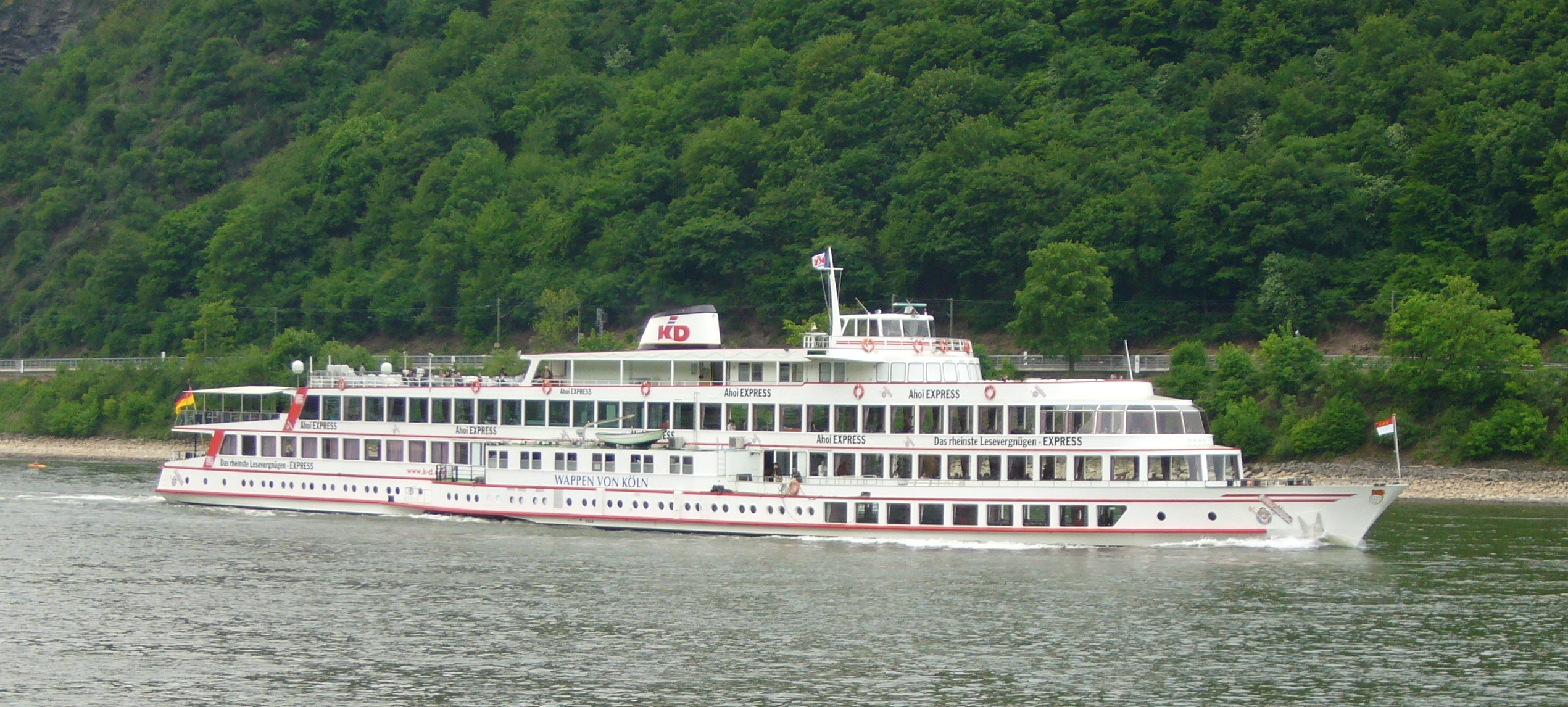
Tagesausflugsschiff Wappen von Köln

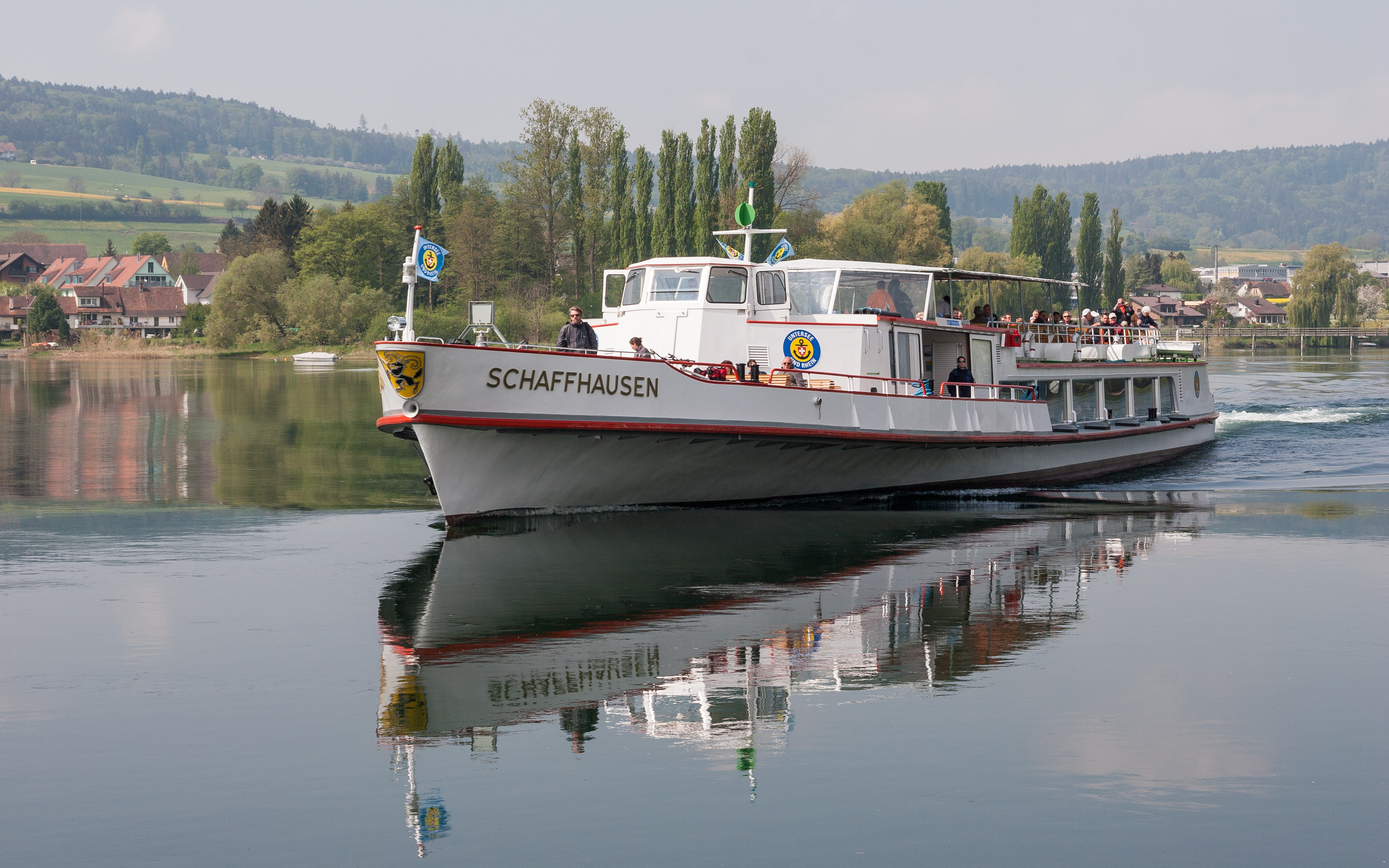
MS Schaffhausen befährt Untersee und Rhein

Die Bedeutung der Fahrgastschifffahrt hat auf einigen Binnengewässern als touristisches Verkehrsmittel zugenommen. Mittlerweile verkehren auf deutschen Gewässern rund 1000 Fahrgastschiffe, die jährlich ungefähr 10 Millionen Fahrgäste befördern. Die Flotte der Kabinenfahrgastschiffe für Kreuzfahrten auf Binnengewässern („Flusskreuzfahrt“) ist gewachsen. Am 31. Dezember 2014 waren für die deutsche Fahrgastschifffahrt auf Binnengewässern 989 Tagesausflugsschiffe und 61 Kabinenfahrgastschiffe registriert.
Fähren ergänzen an Flüssen und Kanälen weit voneinander entfernte Brücken durch Nahverkehrsverbindungen. Auch an langgestreckten Seen ersparen sie Umwege.
Große Binnenschiffsreedereien sind u. a.
- die Vereinigte Schifffahrtsunternehmen für den Bodensee und Rhein
- die DDSG Blue Danube (Wien)
- die KD Köln-Düsseldorfer

Im Bereich des Mittelrheins gibt es viele mittelständische Passagierschifffahrts-Unternehmen, in Passau ist die Reederei Wurm & Köck beheimatet.
Bedeutend für Europa sind die Schweizer mit ihren Schiffen, Marktführer in Deutschland ist die Schweizer Reederei Viking River Cruises.

## Vergleich mit anderen Verkehrsträgern
Der Transport auf dem Wasser ist deutlich klimafreundlicher als mit dem Lkw. Nach Angaben Umweltbundesamt werden bei Gütertransporten mit der Binnenschifffahrt nur 32 Gramm Treibhausgase pro Tonnenkilometer ausgestoßen, mit dem Lkw sind es 103 Gramm.
Die Binnenschifffahrt ist gegenüber Straße und Schiene beim Energieverbrauch der wirtschaftlichste Verkehrsträger. Ein Schiff mit 1000 t Tragfähigkeit transportiert so viel wie vierzig Lkw oder ein Güterzug. Ein Schubboot mit zweimal 1.700 kW verbraucht 500 Liter Dieselöl pro Stunde in der Fahrt zu Berg und kann vier Leichter mit einer Nutzlast von 10.000 t schieben. Dies bedeutet bei einer Durchschnittsgeschwindigkeit von 10 km/h einen Verbrauch von 0,5 Liter pro 100 Tonnenkilometer (tkm). In der Fahrt ohne Fracht zu Tal wird nicht mehr mit voller Kraft gefahren. Dann verbraucht ein solches Schubboot nur noch 300 Liter pro Stunde.
Durchschnittlich verbraucht die Binnenschifffahrt für 100 Tonnenkilometer etwa 1,3 Liter Diesel, die Eisenbahn etwa 1,7 Liter und der LKW-Verkehr etwa 4,1 Liter.
Laut einer Studie des Umweltministeriums Flandern betragen die externen Umweltkosten für Lärmschutz (Tag und Nacht), Infrastruktur, für die Kraftstoffherstellung, den Fahrzeugbau und die Luftverschmutzung beim Schiff 7,5 Cent pro 1000 tkm, beim Lkw ohne Verkehrsstau 22 Cent und mit Stau 23,5 Cent. Die Unfallzahlen liegen in Flandern bei 7 Unfällen/Milliarde tkm, auf dem Rhein bei 11 und im Straßenverkehr bei 150 Unfällen/Milliarde tkm. Binnenschiffe haben im Vergleich mit dem Lkw-Verkehr einen drei- bis fünfmal geringeren Verbrauch/CO2-Ausstoß.
Beim Thema Feinstaub aus der innermotorischen Verbrennung schneidet das Binnenschiff laut Umweltbundesamt im Verkehrsträgervergleich schlechter ab als Lkw oder Eisenbahn. Feinstaub aus Abrieb von Reifen, Bremsen und Asphalt sowie Aufwirbelungen entstehen in der Binnenschifffahrt dagegen nicht. Diese Quellen machen Studien zufolge bis zu 85 Prozent des Feinstaubs aus dem Straßenverkehr aus.

## Als Beruf
In der deutschen Binnenschifffahrt waren 2005 (Stand 30. Juni 2005) 8116 Personen tätig. 3977 Personen waren davon der gewerblichen Binnenschifffahrt, 3669 der Fahrgastschifffahrt zuzuordnen.
Bei der gewerblichen Gruppe waren 844 Schiffseigner, 3367 fahrendes Personal und auf der Landseite 610 Beschäftigte.
In der Personenschifffahrt betrug die Zahl der Schiffseigner 395, die des fahrenden Personals 2908 und die der landseitig tätigen 761 Personen.
Mit 1280 Unternehmen war zum 30. Juni 2005 ein Wachstum von 7,7 % gegenüber 2004 zu verzeichnen. Während aber die Trockengüterschifffahrt um 1,3 % auf 663 Unternehmen abnahm, wuchs die Personenschifffahrt um 70 Unternehmen auf 380, ein Plus von 22,6 %. Auf das Tankschiffsgewerbe entfielen 207 Unternehmen, eine Veränderung um + 12,5 % gegenüber dem Vorjahr.
In der Schleppschifffahrt waren 55 und in der Werkschifffahrt 28 Unternehmen erfasst.
Betriebsformen in der Binnenschifffahrt regeln die täglichen Fahr- und Ruhezeiten in Abhängigkeit von Schiffsgröße und Besatzungsstärke (Binnenschiffsuntersuchungsordnung).
Für die Rheinschifffahrt (Anhang VI) gilt dabei folgende Ordnung:
- A1 erlaubt die Fahrt bis zu 14 Stunden und eine ununterbrochene Ruhezeit von mindestens 8 Stunden außerhalb der Fahrt, zwischen 22 und 6 Uhr. Dies gilt für sieben Tage in der Woche und 365 Tage im Jahr.
- A2 erlaubt die Fahrt bis zu 18 Stunden und 6 Stunden Ruhezeit zwischen 23 und 5 Uhr.
- B erlaubt die Fahrt bis zu 24 Stunden und eine Ruhezeit von 24 Stunden innerhalb von 48 Stunden, wovon zweimal 6 Stunden ununterbrochen sein müssen.

Derzeit führt das europäische Gewerbe, vertreten durch die Arbeitgeberverbände der europäischen Verbände ESO und EBU mit den europäischen Gewerkschaften unter Begleitung der EU-Kommission in Brüssel Vorverhandlungen zum „Sozialen Dialog“. Mit den Schlussverhandlungen zur Arbeitszeitregelung soll ab Oktober 2007 (Laufzeit dann maximal noch ein Jahr) begonnen werden.
Die Ausbildung zum Binnenschiffer erfolgt im dualen System, das Ausbildung an Bord und in der Schule beinhaltet. In Deutschland gibt es zwei Schifferberufsschulen:
- Schiffer-Berufskolleg RHEIN in Homberg (Duisburg)
- Schiffer-Berufsschule in Schönebeck (Elbe)

Nach der dreijährigen Ausbildungszeit erfolgt die Matrosenprüfung. Ab einem Mindestalter von 21 Jahren, einer Fahrzeit von vier Jahren und dem Nachweis einer bestimmten Anzahl von Reisen ist die Teilnahme an einem Patentlehrgang zur Erlangung des Rheinschiffer-Patents oder Binnenschifferpatents möglich. Nach bestandener Prüfung erfolgt ein Einsatz als Steuermann mit Patent, später auch als eigenständiger Schiffsführer.
Man unterscheidet:
- Großes Patent – es berechtigt zum Führen von Fahrzeugen aller Art
- Kleines Patent – berechtigt das Führen von Fahrzeugen, die nicht länger als 35 m sind, oder nicht mehr als zwölf Personen transportieren
- Sportpatent – gültig für Sportfahrzeuge, die nicht länger als 25 m sind
- Kanalpenichenpatent – für Kanalpénichen zwischen Basel und Iffezheim
- Behördenpatent – zum Führen von Behördenfahrzeugen und Feuerlöschbooten

Diese Patente erlauben das Fahren auf fast allen Binnenwasserstraßen der Zonen 1–4. Für verschiedene Teilbereiche müssen jedoch zusätzliche Streckenkenntnisse nachgewiesen werden.
Neben dem Patent benötigt ein Schiffsführer noch ein Sprechfunkzeugnis für UKW und, entsprechend nach seiner Beschäftigung in der Schifffahrt, ein Radarschiffer-Zeugnis (Patent) und eine ADNR-Prüfung (Accord Européen relatif au transport international des marchandises dangereuses par voie de navigation du Rhin, das ist: Europäisches Übereinkommen über den Transport gefährlicher Güter auf dem Rhein. Dies gilt auch durch entsprechend ergänzende Verordnungen auf anderen Wasserstraßen).
Das Rheinschiffer-Patent kann für verschiedene Streckenabschnitte erlangt werden. Für die Strecke von Duisburg nach den Niederlanden und Belgien beispielsweise kann das Patent von Duisburg bis ins offene Meer erlangt werden. Für die Donau wird ein zusätzliches Patent benötigt.
In Österreich existiert ebenfalls ein Lehrberuf Binnenschiffer und die dreijährige Ausbildung wird auf Schiff und an der Berufsschule Apollogasse (Wien) absolviert. Abweichend von der sonst weitgehend gleichen deutschen Ausbildung sind in Österreich die Kompetenzen im Bereich der Schiffssteuerung beschränkt. Der Lehrling legt am Ende die Lehrabschlussprüfung ab und kann nach weiterer betriebsinterner Ausbildung Matrose werden. Die Weiterbildungen zum Schiffsteuermann erfolgen auch im Betrieb bzw. durch das Ablegen von Patenten.

## Nach Regionen

### Rheinschifffahrt
Die Grundlage der Rheinschifffahrt bildet die Mannheimer Akte oder Rheinstrom-Akte. Sie geht auf das Jahr 1868 zurück und beinhaltet die Schifffahrtsfreiheit und die Abgabefreiheit durch Gleichbehandlung der Flaggen, Wegfall der Schifffahrtsabgaben, Durchfahrzölle, Umschlags- und Stapelrechte sowie vereinfachte Zollabfertigung und einheitliche technische und schifffahrtspolizeiliche Vorschriften. Neuere Verordnungen gründen auf diesem Vertragswerk.

## Binnenschifffahrt in Europa
In Westeuropa waren im Januar 2008 15.000 Fahrzeuge in der Binnenschifffahrt gemeldet, ohne Hilfs- und Versorgungsfahrzeuge.
In Europa wird durchschnittlich 5 % der Transportleistung durch die Binnenschifffahrt erbracht. In einigen europäischen Ländern liegt der prozentuale Anteil am Binnentransportaufkommen jedoch höher. In Deutschland betrug er etwa 11,9 %, in Belgien 14,3 % und in den Niederlanden sogar 14,9 %.
Der Gütertransport mit der Binnenschifffahrt auf Wasserstraßen steht damit an dritter Stelle hinter dem Transportaufkommen auf der Straße (Lkw) und auf der Schiene (Eisenbahn).
- Österreich verfügt mit der DDSG-Cargo über die größte Reederei in West- und Mitteleuropa, das Transportaufkommen liegt landesweit bei 10,2 Mio. t. Die Länge der schiffbaren Donau in Österreich beträgt 350 Kilometer. Hier sind 190 Fahrzeuge gemeldet.
- In der Schweiz sind 111 Einheiten registriert: 18 Frachtschiffe, 45 Tankschiffe, sieben Schubboote, ein Motorschlepper und 39 Passagierschiffe. Die gemittelte Größe der Frachtschiffe beträgt 1836 Tonnen, und die der Tankschiffe 2280 Tonnen, damit verfügt die Schweiz über die durchschnittlich größte Flotte auf dem Rhein.
- Luxemburg verfügt über 83 Binnenschiffe, davon 26 Frachtschiffe, 27 Tankschiffe, 20 Schub- und Schleppboote und jeweils zwei Frachtleichter und zwei Tankleichter. Die durchschnittliche Größe der Frachtschiffe beträgt 1031 Tonnen, und der Tankschiffe 1745 Tonnen.
- Polen ist mit 921 Binnenschiffen die Nummer zwei in Ost- und Mitteleuropa. Die Flotte besteht aus 98 Frachtschiffen mit durchschnittlich 500 Tonnen Tragfähigkeit, 233 Schubschiffen, 467 Schubleichtern, 14 Motorschleppern, vier Schleppkähnen und 05 Passagierschiffen.
- Rumänien hat mit 2107 Schiffen die größte Flotte im Donaugebiet. Bestand 2008: 32 Frachtschiffe (565 t), fünf Tankschiffe (1128 t), 124 Schubschiffe, 365 Motorschlepper, 54 Schub-/Schleppboote, 735 Schubleichter (1814 t) und 792 Schleppkähne (500 t), davon 96 Tankschleppkähne. In Klammern ist die durchschnittliche Größe angegeben.
- In Mittel- und Osteuropa sind 5861 Schiffe gemeldet, davon 1396 in Rumänien und 1302 in Polen.
- Iberische Halbinsel: In Portugal und Spanien spielt die Binnenschifffahrt keine große Rolle. Lediglich in den Mündungsgebieten von Douro, Tejo und Guadiana verkehren Binnenschiffe, seit einigen Jahren vermehrt Flusskreuzfahrtschiffe. In Spanien verkehren auf Ebro, Guadalquivir und dem Alfons-XIII-Kanal im Mittellauf des Ebro, Binnenschiffe mit weniger als 1000 Tonnen Tragfähigkeit. Die Gesamttransportmenge beträgt weniger als eine Mio. Tonnen.
- Italien verfügt über 2100 km schiffbare Wasserstraßen. Der Po ist auf einer Länge von 652 km schiffbar, ab Cremona auch für Schiffe mit 1350 Tonnen Tragfähigkeit. Die wichtigsten Binnenhäfen sind Porto Garibaldi in Ferrara, Porto Levante in Rovigo und Porto Chioggia bei Venedig. Der Arno ist ab Florenz schiffbar.[10]
- England: In England wurde der erste Kanal zwischen 1759 und 1765 von den Kohlegruben in Worsley nach Manchester gebaut. Schnell wurden neue Kanäle gebaut, so von London nach Kingston upon Hull. 1820 gab es 103 Kanäle mit 4300 km Länge. Diese sind heute als Narrow Waterways für Sportboote befahrbar. Vor über 200 Jahren fuhren Narrowboats mit bis zu 30 Tonnen Tragfähigkeit auf diesen Kanälen. Mit der Einführung der Eisenbahn nahm der Schiffsverkehr stark ab. 1906 wurden seitens der Regierung Überlegungen zur Rettung der Binnenschifffahrt angestellt, jedoch waren da schon die meisten Kanäle im Besitz der Eisenbahngesellschaften. Zudem waren die Entfernungen von der Küste zum Binnenland sehr kurz. Das heutige Wasserstraßennetz hat eine Länge von rund 600 km und die Binnenschifffahrt spielt hier nur eine untergeordnete Rolle.[11]
- Skandinavien: Da die Flüsse in Skandinavien nicht sehr lang sind und meist ein großes Gefälle haben, sind sie nicht gut für die Binnenschifffahrt nutzbar. Der Verkehr erfolgt auf den vielen Seen und auf Kanälen. Aufgrund der langen Frostperioden sind in Finnland die Seen rund 120 Tage und in Lappland an durchschnittlich 210 Tagen zugefroren.
Eine wichtige Wasserstraße ist der Göta-Kanal zwischen Göteborg und Stockholm. Auf den ersten 95 km von Göteborg zum Vänersee dient die Göta älv der Schifffahrt. Sie kann mit Schiffen bis zu 3500 Tonnen befahren werden. Bei Trollhättan werden die Wasserfälle umfahren und mit dem Trollhätte-Kanal, einer Schleusentreppe, ein Höhenunterschied von 44 m zwischen dem Göta älv und dem Vänersee überwunden. Auf dem Stück von Göteborg zum Vänernsee wurden 2010 ca. 1,9 Millionen Tonnen Fracht transportiert.[12] In Motala zweigt der Göta-Kanal nach Stockholm und damit zur Ostsee ab. Insgesamt sind 65 Schleusen zu durchfahren. Das Frachtaufkommen beläuft sich auf rund 20.000 Tonnen jährlich.
In Finnland ist der 43 km lange Saimaa-Kanal, der den See Saimaa mit der Ostsee verbindet, eine wichtige Wasserstraße. Der Höhenunterschied von 76 m wird mit acht Schleusen überwunden. Die Fallhöhen liegen zwischen 5,54 m und 12,69 m. Ursprünglich, 1856 wurde der Kanal eröffnet, waren dazu 28 Schleusen nötig. Schiffe mit bis zu 3000 Tonnen Tragfähigkeit transportieren jährlich rund 1,3 Mio. Tonnen Holz, Papier, Zellulose und Ölprodukte. Wichtige Häfen sind Ristiina, Joensuu, Savonlinna, Lappeenranta, Varkaus und Imatra. Der Kanal mündet bei Wyborg in die Ostsee. Über den Taipalekanal bei Varkaus und den Konnuskanal bei Leppävirta, wurde der Saimaa mit den anderen großen Seen der Finnischen Seenplatte verbunden. In der Vergangenheit waren diese Kanäle vor allem für die Flößerei, heute für die industrielle wie für die touristische Binnenschifffahrt von erheblicher Bedeutung.[13]

Die Gesamtlänge der europäischen Wasserstraßen beträgt 39.500 Kilometer.

## Binnenschifffahrt in Deutschland

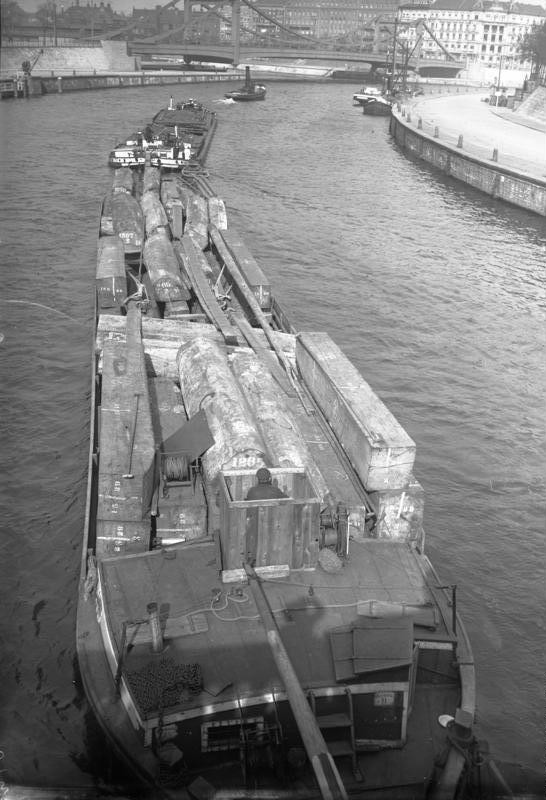
Schleppzug auf der Spree in Berlin (1928)

Die Bedeutung der Binnenschifffahrt in Deutschland ist von der Tendenz her seit Jahrzehnten kontinuierlich abnehmend, auch wenn es Ausnahmejahre gab. 2023 wurden auf deutschen Binnenwasserstraßen nur noch 172 Mio. Tonnen transportiert, das waren zehn Mio. Tonnen weniger als 2022 und stellt die niedrigste Zahl seit der Wiedervereinigung dar. Bereits 2022 war ein Rekordniedrigstand verzeichnet worden. Die Transportmenge auf deutschen Flüssen ist 2023 im Vergleich zu 1990 um 25,9 % gesunken, trotz seither deutlich gestiegener Wirtschaftsleistung und enormen Investitionen in den Ausbau der Wasserstraßen-Infrastruktur in Deutschland. Ebenso ist der Anteil der auf Binnenwasserstraßen transportierten Güter in Deutschland am gesamten Gütertransport kontinuierlich rückläufig.
In der Vergangenheit gab es Jahre, die diesem Abwärtstrend scheinbar entgegenliefen. So war 2006 das (seit 1991) beste Jahr beim Gütertransport in der Binnenschifffahrt Deutschlands; insbesondere das letzte Quartal war durch eine starke Transportnachfrage gekennzeichnet. Das Transportaufkommen betrug 2006 243,5 Mio. t; das waren 2,8 % mehr als 2005. Auf Binnenschiffen unter deutscher Flagge wurden davon 82,0 Mio. t transportiert (33,7 %). Die Güterverkehrsleistung betrug 64,0 Mrd. tkm.
Das Jahr 2009 war von der Weltwirtschaftskrise ab 2007 geprägt; die Menge beim Gütertransport mit Binnenschiffen in Deutschland betrug 204,5 Mio. t (gegenüber 2008 mit 245,7 Mio. t = 16,8 % weniger als im Vorjahr). Der Wert war damit etwa so niedrig wie Mitte der 1960er Jahre (Werte von Bundesrepublik und DDR zusammengerechnet). Im Jahr 2013 lag die Beförderungsmenge der deutschen Binnenschifffahrt wieder bei 227 Mio. Tonnen, 2014 wurden 228,5 Mio. t Ladung befördert, 2015 waren es 221,3 Mio. t, 2020 nur noch 188 Mio. t, 2021 195 Mio. t.
2019 wurden nach Angaben des Bundesverbandes der Deutschen Binnenschifffahrt (BDB) 205 Mio. t (+ 3,6 %) befördert bei einer Verkehrsleistung von 50,9 Mrd. tkm (+ 8,6 % nach den starken Reduzierungen wegen der lang anhaltenden Niedrigwasserphase im Jahr 2018). Beim Verkehr innerhalb Deutschlands wurden rund 53 Mio. t (+ 1,7 % im Vergleich zum Vorjahr) transportiert, der Transport ins Ausland betrug 48,9 Mio. t (+10,5 %), der aus dem Ausland 90,5 Mio. t (– 0,3 %), der Durchgangsverkehr 11,4 Mio. t (+ 11,4 %). Die Gütermenge verteilte sich auf:
- 38,1 Mio. t Kokerei- und Mineralöl-Erzeugnisse (+ 15,8 %)
- 25,1 Mio. t chemische Erzeugnisse (+ 4,2 %)
- 23,3 Mio. t Kohle, rohes Erdöl und Erdgas (- 11,1 %)
- 11,1 Mio. t Konsumgüter für kurzfristigen Verbrauch und Holzwaren (+ 7,3 %)
- 10,1 Mio. t Metalle und Metallerzeugnisse (– 3,5 %)
- 02,5 Mio. t Maschinen, Ausrüstungen, langlebige Konsumgüter (+ 15,6 %)

Im Containerverkehr wurden 2,27 Mio. TEU transportiert (– 4,1 %).
2017 wurden noch 222,7 Mio. t bei einer Verkehrsleistung von 55,5 Mrd. tkm transportiert, der Hauptteil davon (187,7 Mio. t) auf dem Rhein.
Die Menge verteilte sich auf die Gütergruppen
- 57,1 Mio. t Erze, Steine, Erden (+ 4 %)
- 38 Mio. t Kokerei- und Mineralöl-Erzeugnisse (+ 1,9 %)
- 30,8 Mio. t Kohle, rohem Erdöl und Erdgas (− 9,7 %)
- 23,6 Mio. t chemische Erzeugnisse (+ 2,6 %)

An Containern wurden 2,58 Mio. TEU transportiert (2016: 2,45 Mio. TEU), davon 82 % auf dem Rhein. 2017 belief sich der Umsatz der BDB-Binnenschifffahrts-Unternehmen auf etwas mehr als 1½ Mrd. Euro. Im deutschen Binnenschiffsregister waren 1957 Fahrzeuge zur Güterbeförderung erfasst.
| Jahr*                                                                        | Güter- beförderung (in Mio. t) | Leistung in Tonnenkilometern (in Mrd. tkm) | Jahr | Güter- beförderung (in Mio. t) | Leistung in Tonnenkilometern (in Mrd. tkm) |
| ---------------------------------------------------------------------------- | ------------------------------ | ------------------------------------------ | ---- | ------------------------------ | ------------------------------------------ |
| 1950                                                                         | 72                             | 16,8                                       | 2006 | 243                            | 64,0                                       |
| 1955                                                                         | 125                            | 28,6                                       | 2011 | 222                            | 55,0                                       |
| 1960                                                                         | 171                            | 40,4                                       | 2012 | 223,2                          | 58,5                                       |
| 1965                                                                         | 196                            | 43,6                                       | 2013 | 227                            | 60,0                                       |
| 1970                                                                         | 240                            | 48,8                                       | 2014 | 228,5                          | 59,1                                       |
| 1975                                                                         | 237                            | 47,6                                       | 2015 | 221,3                          | 55,3                                       |
| 1980                                                                         | 241                            | 51,4                                       | 2016 | 221,4                          | 54,3                                       |
| 1985                                                                         | 222                            | 48,2                                       | 2017 | 222,7                          | 55,5                                       |
| 1990                                                                         | 222                            | 54,8                                       | 2018 | 197,9                          | 46,9                                       |
| 1991                                                                         | 230                            | 56,0                                       | 2019 | 205,1                          | 50,9                                       |
| 1996                                                                         | 227                            | 61,3                                       | 2020 | 187,8                          | 46,2                                       |
| 2001                                                                         | 236                            | 64,8                                       | 2021 | 195                            |                                            |
| * Die Zahlen gelten bis 1990 für die alte BRD, ab 1991 für Gesamtdeutschland |                                |                                            |      |                                |                                            |
| Quelle: Statistisches Bundesamt                                              |                                |                                            |      |                                |                                            |

Auf den Eisenbahnverkehr entfiel 2006 ein Güterverkehrsaufkommen von 346,2 Mio. t (2015: 361,3 Mio. t, − 1,0 % zum Vorjahr) und auf den Straßengüterverkehr 3.315,9 Mio. t (2015: 3.506,5 Mio. t, + 1,9 %). Der Anteil der Binnenschifffahrt an der gesamten Güterverkehrsleistung der Landverkehrsträger in Deutschland lag 2006 bei 10,3 %.
Die Entwicklung in den Teilmärkten war unterschiedlich. Der Containerverkehr lag 2006 bei 2,08 Mio. TEU (Standard-Container), 2009 bei knapp 1,9 Mio. TEU und damit um 8 % geringer als im Vorjahr. Im Jahr 2014 wurden bei der Binnenschifffahrt 2,38 Mio. TEU befördert (+ 7,9 % zum Vorjahr 2013). 2019 wurden 2,27 Mio. TEU befördert, 2020 waren es 2,19 Mio. TEU und 2021 2,2 Mio. TEU.
Das Frachtvolumen für die verschiedenen Güterarten war im Jahr 2006 folgendermaßen:
| Festes Massengut                   | Flüssiges Massengut | Stückgut, nicht im Container | Stückgut, im Container* |
| ---------------------------------- | ------------------- | ---------------------------- | ----------------------- |
| 164 Mio. t                         | 41 Mio. t           | 29 Mio. t                    | 15,8 Mio. t             |
| * Gewicht einschließlich Container |                     |                              |                         |
| Quelle: Statistisches Bundesamt    |                     |                              |                         |

Unter deutscher Flagge wurden von dieser Gesamtmenge 322.000 TEU oder 15,5 % gefahren. Davon entfielen auf den innerdeutschen Verkehr 182.000 TEU und auf den grenzüberschreitenden Verkehr 1,898 Mio. TEU.
Die deutsche Binnenflotte bestand am 31. Dezember 2009 aus insgesamt 4726 Binnenschiffseinheiten:
- 150 Bilgenentöler mit 1887 t und 2.421 kW
- 950 Bunkerboote mit 14.438 t und 13.735 kW
- 1013 Fahrgastschiffe für insgesamt 231.563 Fahrgäste, davon 58 Kabinenschiffe mit 6675 Betten
- 730 Güter-Schleppkähne mit 45.148 t
- 931 Gütermotorschiffe mit einer Gesamttragfähigkeit von 1.177.358 t
- 843 Güterschubleichter mit 854.514 t
- 275 Hafenbarkassen mit 13.328 t und einer Leistung von 28.523 kW
- 142 Schleppboote mit einer Leistung von 30.173 kW
- 210 Schubboote mit einer Leistung von insgesamt 110.669 kW
- 780 Schubschleppboote mit einer Leistung von 22.933 kW
- 522 Schuten mit 132.555 t
- 399 Tankmotorschiffe mit einer Gesamttragfähigkeit von 708.609 t
- 120 Tankschleppkähne mit 3.499 t
- 440 Tankschubleichter mit 46.395 t

Im Jahr 1969 gab es in Deutschland noch 6765 Frachtschiffe mit insgesamt 4.135.000 Tonnen (t) Tragfähigkeit.
Das Durchschnittsalter der im Jahr 2006 in Betrieb befindlichen Gütermotorschiffe betrug 54,5 Jahre (1976 = 44,0). Die Tankmotorschiffe hatten ein Durchschnittsalter von 29,23 Jahren. 1976 betrug es noch 17,5 Jahre (alle Angaben stammen von ELWIS, Statistischen Bundesamt und dem im April 2010 veröffentlichten Jahresbericht zur Zentralen Binnenschiffsbestandskartei des WSA Südwest, Mainz).

### Niederlande
Die Niederlande haben den größten Anteil an der Binnenschifffahrt in Europa, die Frachtschiffflotte zählt 8600 Einheiten, wovon 5000 Frachtschiffe, 1000 Schub- und Schleppboote und 920 Passagierschiffe sind. Außerdem gibt es noch rund 1700 Schuten, Arbeitsschiffe und anderes schwimmendes Gerät. 2005 betrug das Transportaufkommen 330 Mio. t, davon 65 Mio. t Gefahrgüter. Die Frachtschiffe haben eine Gesamttonnage von 6,5 Mio. t. Vor 25 Jahren gab es noch mehr Frachtschiffe, aber die Tonnage war geringer. Durch für die Reeder finanziell attraktive Zuschüsse zum Abwracken wurde die Binnenschiffsflotte stark verjüngt. In der Binnenschifffahrt sind rund 15.000 Personen beschäftigt. Die Niederlande haben ein Wasserstraßennetz von 5.046 Kilometern, das mit Schiffen über 50 t befahrbar ist.

### Belgien und Frankreich
Als weitere bedeutende Binnenschifffahrtsnation ist Belgien zu nennen. Die Flotte zählt ungefähr 1300 Einheiten, die aber auch schon ziemlich veraltet sind. Seit dem Jahr 2000 nimmt die Zahl der Neubauten zu. Frankreich steht an vierter Stelle unter den Binnenschifffahrts-Ländern in Europa. Die Binnenschifffahrt spielt eine untergeordnete Rolle. 2009 wurden rund 3,7 % des gesamten Inlandverkehrs mit Schiffen transportiert, das entspricht 7,4 Mio. tkm. Das Wasserstraßennetz ist mit einer Länge von 8500 km das längste in Europa. Haupttransportgüter sind Baustoffe (32,2 %), Nahrungsmittel (30,4 %), Chemieprodukte (6,4 %) und 6,1 % Metallprodukte. Etwa die Hälfte davon entfällt auf den Bereich der Seine mit den Häfen Rouen und Le Havre. Auf die Rhone-Saône-Wasserstraße entfallen 1,28 Mio. tkm und auf den Rhein etwa 1,1 Mio. tkm. Zwischen 2000 und 2010 hat sich das Transportaufkommen um 10 % erhöht, ab 2013 soll die Verbindung von der Seine zum Großschifffahrtsweg Dünkirchen-Schelde ausgebaut werden. Das Netz der schiffbaren Wasserstraßen umfasste 2010 8500 km Flüsse und Kanäle. Die ältesten Kanäle stammen aus dem 17. Jahrhundert. 4100 km sind für den Güterverkehr nutzbar, davon 2000 km für Schiffe über 1000 Tonnen Tragfähigkeit und 2100 km für kleinere Schiffe (Pénichen und ähnliche Schiffe). Für Tourismus und Freizeitschifffahrt stehen 2600 km zur Verfügung. Das Wasserstraßennetz ist in fünf Becken verteilt. Das Seine-Becken und die Oise werden von Le Havre bis Montereau-Fault-Yonne befahren. Das Wasserstraßennetz in den Regionen Département Nord Département Pas-de-Calais besteht aus zahlreichen Kanälen, zu denen auch der Kanal Dünkirchen-Schelde zählt. Das Rhone-Saône-Netz besteht im Wesentlichen aus diesen Flüssen. Diese sind mit Schiffen über 1000 Tonnen Tragfähigkeit bzw. bis 110 × 11,4 m befahrbar. Die Mosel ist der Hauptwasserweg, der in den 1960er Jahren zur Großwasserstraße für Schiffe bis zu 3000 Tonnen Ladekapazität ausgebaut wurde. Die östlichste Wasserstraße bildet der Rhein mit den Häfen Straßburg und Mulhouse. Die wichtigsten Binnenhäfen sind Paris, Straßburg und Lille. Die Anzahl aller Binnenschiffe betrug 2008 2069 Einheiten, davon 1126 Motorfrachtschiffe, 70 Binnentanker, 196 Schubboote, 3 Schlepper und 674 Schubleichter mit einer Gesamttragfähigkeit von über 1,3 Millionen Tonnen. Im Rhône-Saône-Becken verkehren rund 70 große Schiffe mit einer durchschnittlichen Tragfähigkeit von 1800 Tonnen und im Seine-Becken 470 große Schiffe mit durchschnittlich 1100 Tonnen Tragfähigkeit. Die Anzahl aller Binnenschiffe betrug 2008 2069 Einheiten, davon 1126 Motorfrachtschiffe, 70 Binnentanker, 196 Schubboote, 3 Schlepper und 674 Schubleichter mit einer Gesamttragfähigkeit von über 1,3 Millionen Tonnen. Im Rhône-Saône-Becken verkehren rund 70 große Schiffe mit einer durchschnittlichen Tragfähigkeit von 1800 Tonnen und im Seine-Becken 470 große Schiffe mit durchschnittlich 1100 Tonnen Tragfähigkeit.

### Russland

Einheitliches Tiefwassersystem (ЕГТС)

Ende des 19. Jahrhunderts wurde in Russland ein Ausschuss eingerichtet, der die Wasserstraßen untersuchte. Es ging um die Vertiefung der Wolga und verschiedene Kanalprojekte, wie die Verbindung des Weißen Meers mit der Ostsee und des Kaspischen Meers mit dem Asowschen Meer.
Viele Schiffe hatten eine Tragfähigkeit von 1500 Tonnen, es gab auch riesige hölzerne Barschen (Bargen) mit 160 m Länge, 19 m Breite und einer Seitenhöhe von 7 m. Diese konnten bis zu 5000 Tonnen transportieren. Barschen aus Holz wurden auch zum einmaligen Holztransport in der Talfahrt gebaut und hatten bei 5 m Tiefgang eine Tragfähigkeit von 16.000 Tonnen. Später wurden Barschen aus Stahl mit bis zu 153 m Länge, 21 m Breite und 4,8 m Tiefgang gebaut, die bis zu 9000 Tonnen Erdöl transportierten. Diese Schiffe wurden von Menschen oder Pferden getreidelt oder gesegelt. Nach der Oktoberrevolution 1917 wurde in Russland die Binnenschifffahrt wieder aufgenommen und 1925 bestand die Flotte aus 2945 Schleppern und Schiffen mit eigenem Antrieb sowie 7637 Lastschiffen mit einer Kapazität von 3,9 Millionen Tonnen.
Russland verfügt über 102.000 km schiffbare Wasserstraßen mit 125 Häfen, die alle gute Anbindungen an das Schienen- und Straßennetz haben. Der größte Teil der Binnenschifffahrt findet im europäischen Teil Russlands statt. Die wichtigsten Flüsse sind: Wolga, Newa, Swir, Don und Dnepr. Die Flüsse sind über verschiedene Kanäle miteinander verbunden, wie den Weißmeer-Ostsee-Kanal, den Wolga-Ostsee-Kanal, den Wolga-Don-Kanal und den Moskau-Wolga-Kanal. Die Fahrwegbreite und -tiefe sowie Schleusen und Brückendurchfahrtshöhen sind gut. Dieses Fluss- und Kanalsystem wird „Einheitliches Tiefwassersystem“ genannt. Es ist 6.500 km lang und ist mit einem garantierten Tiefgang von 3,6 m für Schiffe mit 5.000 t Tragfähigkeit befahrbar. Es verbindet Ostsee, Barentssee und nördliches Eismeer mit dem Schwarzmeer und dem Kaspischen Meer.
Weniger als vier Prozent aller Güter werden über Binnengewässer transportiert. 2004 wurden 136 Mio. t Güter und 30 Mio. Passagiere befördert. Im Rekordjahr 1998 [Zahlendreher?] wurden 580 Mio. t transportiert. Nach einem Rückgang Mitte der 1990er Jahre auf 100 Mio. t steigt seit 1999 das Transportaufkommen wieder.
Die russische Binnenflotte besteht aus rund 29.000 Einheiten, davon 15.000 Frachtschiffe mit einem durchschnittlichen Ladevermögen von 850 t und total 12,7 Mio. t. Die 950 Passagierschiffe bieten Platz für 140.000 Passagiere. In den letzten 15 Jahren ist die gesamte Flotte um rund 20 % geschrumpft.
Eine besondere Bedeutung haben die 1100 Fluss-Seeschiffe mit einer Größe zwischen 1.400 und 5.500 Tonnen Tragfähigkeit. Mit ihnen wurden 2004 rund 30 Mio. t befördert. Mehr als 90 % davon entfielen auf die großen Reedereien North-Western Shipping Company, Weißmeer-Onega-Reederei, Wolga-Reederei und Wolgotanker. Diese Schiffe können über das ganze Jahr genutzt werden. Im Winter, wenn die Flüsse und Binnenseen zugefroren sind, werden sie in der Seeschifffahrt eingesetzt.

## Binnenschifffahrt in anderen Erdteilen

### Nordamerika

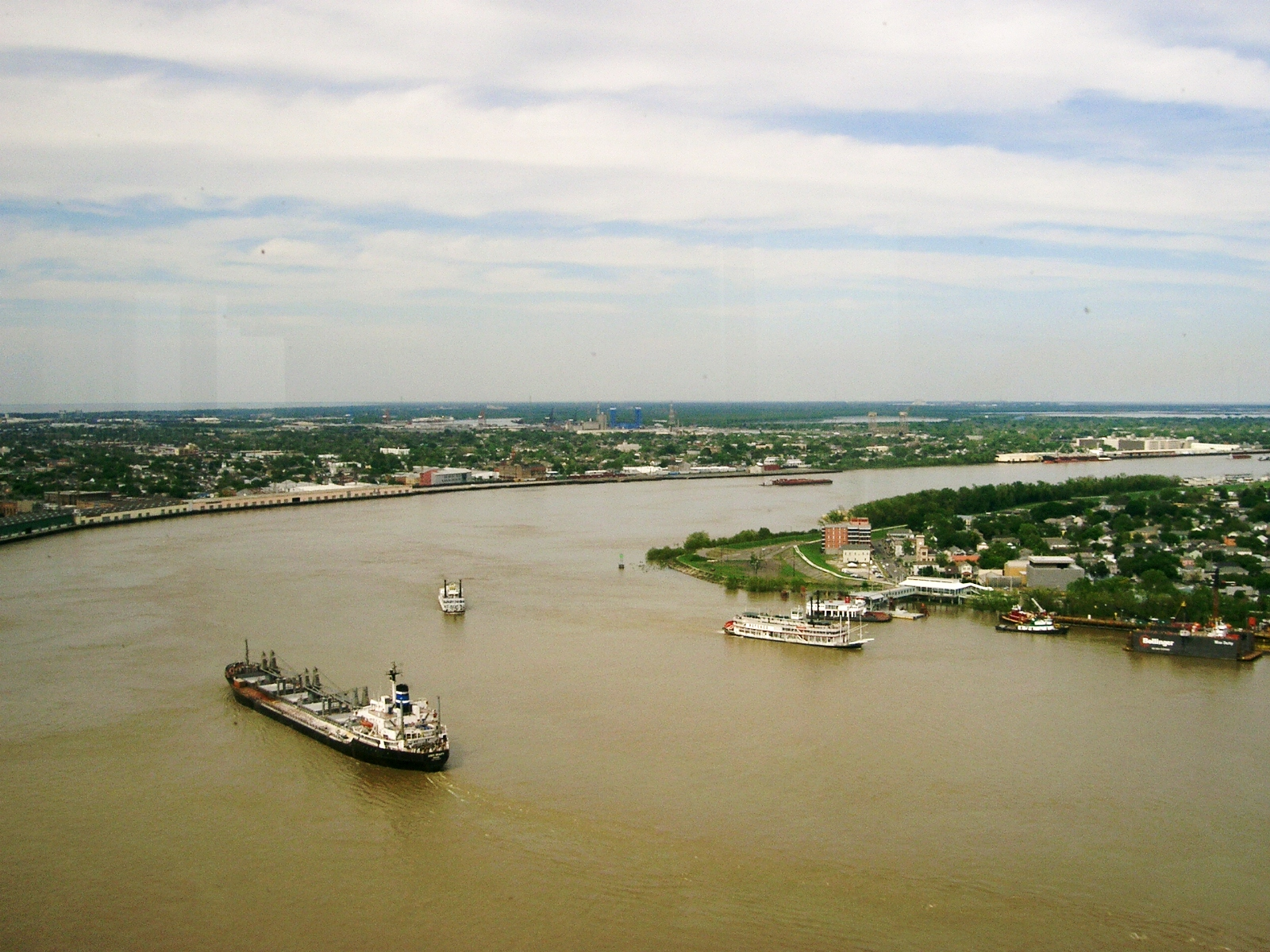
Frachtschiff auf dem Mississippi bei New Orleans

Für die Binnenschifffahrt verfügt Nordamerika (Kanada und USA) über ein weitreichendes Kanal- und Flussnetz. An der Grenze zwischen beiden Staaten liegt der Sankt-Lorenz-Strom mit seiner Verbindung zu den Großen Seen. Der Sankt-Lorenz-Seeweg ist die wichtigste Wasserstraße Kanadas, 1240 km lang und mündet in den Atlantik. Zwischen 1954 und 1959 wurde die 293 km lange Strecke zwischen Montreal und dem Ontariosee so ausgebaut, dass auch Seeschiffe die Großen Seen erreichen können. Witterungsbedingt (Eisgang) ist diese Wasserstraße nur rund acht Monate im Jahr befahrbar. Der Wellandkanal, eine Umgehung des Niagara River, verbindet den Ontariosee mit dem Eriesee und ist 43,4 km lang. Die durch Kanäle miteinander verbundenen Großen Seen werden sowohl von See- wie auch Binnenschiffen befahren. Die Großen Seen bilden mit ihren Kanälen eine 3700 km lange Großschifffahrtsstraße mit Verbindung zum Atlantik. Die gesamte Tragfähigkeit der Binnenflotte liegt bei über 500.000 Tonnen. Die wichtigsten Häfen sind Cleveland, Toledo, Buffalo und Chicago, der mit über 40 Mio. Tonnen Umschlag der zweitgrößte Binnenhafen der Welt nach Duisburg mit 61 Mio. Tonnen ist. Haupttransportgüter sind Kohle, Erdöl- und chemische Produkte.

12 % der Verkehrsleistung in den USA wurden 2010 von der Binnenschifffahrt erbracht

In den Vereinigten Staaten war der Zeitraum von 1861 bis 1920 durch eine Dominanz der Eisenbahnen gekennzeichnet. So betrug der Anteil der Binnenschifffahrt im Jahr 1920 nur 2 % der Verkehrsleistung. Ein Bericht der „Kommission für die Binnenwasserwege“ aus dem Jahr 1908 leitete die systematische Verbesserung der Wasserstraßen ein. Der Erste Weltkrieg führte 1916–1918 zu einer Überlastung des Eisenbahnnetzes. Seitdem wurde mehr als 60 % des gesamten schiffbaren Wasserwege der USA auf mindestens 2,75 m Wassertiefe ausgebaut. Den Abschluss des Ausbaus der Wasserwege markiert der Tennessee-Tombigbee Waterway.
Heute werden 18 % des Ladungsaufkommens über Wasserstraßen transportiert. Die USA verfügen über 300 Häfen, in denen jährlich 2 Milliarden Tonnen umgeschlagen werden, in den vier wichtigsten Häfen sind es 200 Millionen Tonnen.
Das Wasserstraßennetz besteht vor allem aus dem Flusssystem des Mississippi River sowie den Großen Seen, die über den Sankt-Lorenz-Seeweg in Kanada mit dem Nordatlantik verbunden sind. Die Binnenschifffahrt in den USA findet hauptsächlich an der Ostküste und von den Großen Seen bis zur Mississippimündung im Golf von Mexiko statt. An der Westküste ist nur der staugeregelte Columbia River über weite Strecken schiffbar. Binnenschiffe können bis nach Lewiston (Idaho) fahren. Es gab Entwürfe um kleinere Flüsse, wie den Willamette River, den Snake River oder den Umpqua River schiffbar zu machen, die jedoch wegen der häufig wechselnden Wasserständen und sehr steilen Ufern nicht ausgeführt wurden. Die meisten Flüsse an der Westküste sind für eine kommerzielle Schifffahrt nicht geeignet.
Das Mississippi-Flusssystem ist mit dem Illinois Waterway mit den Großen Seen verbunden und erstreckt sich bis in den Golf von Mexiko. Die wichtigsten Hafenstädte am Oberlauf sind Pittsburgh, Cincinnati, St. Paul, Chicago, St. Louis, Kansas City und Memphis. Unterhalb der Einmündung des Ohio Rivers ist der Mississippi für Seeschiffe befahrbar. Andere schiffbare Flüsse im Osten sind der Potomac River, der Hudson River und der Atchafalaya River. Diese Flüsse werden vom United States Army Corps of Engineers (USACE) unterhalten. An der Ostküste verlaufen von Boston bis nach Brownsville (Texas) der 4800 km lange Atlantic Intracoastal Waterway und der Gulf Intracoastal Waterway. Dieser Kanal ist auch zum Teil für Seeschiffe passierbar.
Das USACE betreut annähernd 19.000 km der Binnen- und Intercoastal-Wasserstraßen. In den 191 Stauhaltungen sind 237 Schleusenkammern mit unterschiedlichen Abmessungen. Üblich sind Schleusen von 300–370 m, 180–305 m und 183 m Länge. Die Breite beträgt 34 m. In den größten Schleusen können Verbände mit 17 Leichtern und Schubboot geschleust werden. Die zehn Schleusen auf dem Tennessee River werden von der Tennessee Valley Authority betrieben. Das jährlich Frachtaufkommen beläuft sich auf rund 600 Mio. Tonnen mit einem Wert von über 73 Milliarden Dollar.
Haupttransportmittel sind die Schubverbände. Auf kleineren Flüssen bestehen sie meist aus 4 bis 6 Schubleichtern und einem Schubboot. Auf den größeren Flüssen sind Schubverbände mit bis zu 15 Leichtern und 22.500 Tonnen Tragfähigkeit Standard. Unterhalb der Mündung des Ohio Rivers verkehren Verbände mit 40 bis 50 Leichtern, die stärksten Schubboote haben bis zu 10.500 PS. Einzelfahrer, also Motorgüterschiffe wie in Europa sind weitgehend unbekannt.
Hauptfracht ist die Kohle, gefolgt von Erdölprodukten. Landwirtschaftliche Erzeugnisse werden zu 60 Prozent über die Binnenwasserstraßen transportiert. Weitere Güter sind Baumaterialien, Chemikalien, Erze, Dünger und Stahl.
Die Binnenschifffahrt hat nur begrenzte Wachstumsmöglichkeiten. Überdies wird der Containerverkehr von der Eisenbahn dominiert, und der Transport von Kohle und Erzen ist rückläufig. Die Schleusen sind teilweise nur 138 Meter lang und dadurch entstehen Wartezeiten bis zu 30 Stunden. Somit ist die Binnenschifffahrt kein verlässlicher Transportpartner. Es gibt zwar Pläne zum Ausbau der Wasserwege, aber es stehen nur begrenzte Mittel zur Verfügung und die Probleme für einen umweltgerechten Ausbau sind groß. Die Regierung bemüht sich, den Transport gefährlicher Güter verstärkt auf die Schifffahrt zu verlagern.

### Südamerika

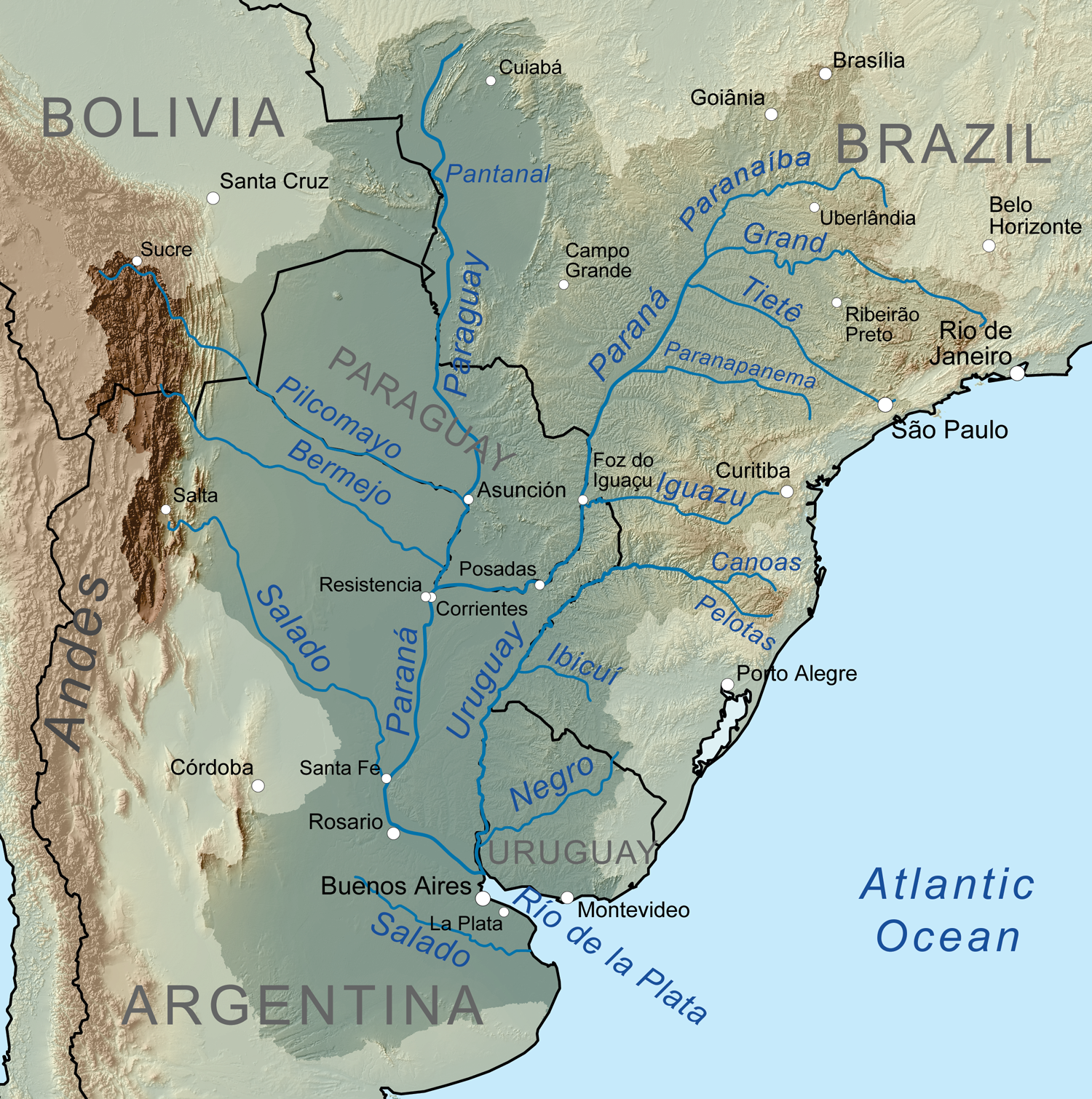
Wasserstraßen im Einzugsgebiet des Río de la Plata

Der Amazonas mit 6448 km Länge ist mit rund 1000 Nebenflüssen das größte Flusssystem weltweit. 25.000 km dieses Systems sind schiffbar. Bis Manaus, 1600 km von der Küste entfernt, können Seeschiffe bis 10.000 Tonnen, Schiffe bis 3000 Tonnen erreichen Iquitos in Nordostperu. Von der Mündung bis nach Manaus ist der Amazonas durchschnittlich 20 m tief. Auf dem gesamten Stromsystem verkehren rund 20.000 Binnenschiffe (Stand 1988). Mittlerweile verkehren dort über 1000 moderne Binnenschiffe und Schubverbände. Die wichtigsten Güter sind Holz, Kaffee, Kakao, Nüsse, Leder und Industrieerzeugnisse. Neben dem Gütertransport spielt die Personenschifffahrt eine große Rolle. Zur Verladung stehen rund 100 Binnenhäfen zur Verfügung.
Der Paraná (4700 km) und seine Nebenflüsse Río Paraguay, Río Pilcomayo, Río Bermejo, Rio Solado und der 1816 km lange Río Uruguay werden von der Binnenschifffahrt genutzt. Auf dem Río Paraná fahren Seeschiffe bis nach Rosario, Binnenschiffe verkehren bis zum brasilianischen Bergland. Der Rio Paraguay ist auf einer Länge von 2200 km schiffbar.
In Südamerika werden auf dem Río Paraguay und dem Río Paraná auf einer rund 3000 km langen Strecke zwischen Argentinien und Paraguay Erze, Getreide, Sojabohnen und Düngemittel transportiert. Die südafrikanische Reederei Imperial Logistics International, die auch in Deutschland eine große Flotte von Binnenschiffen betreibt, lieferte fünf Schubschiffe, die nicht mehr auf dem Rhein benötigt wurden, nach Paraguay. Diese Boote wurden den Anforderungen in Südamerika angepasst und mit größeren Tanks und moderner Elektronik ausgerüstet. Dort fahren sie mit bis zu zwölf Schubleichtern. Zwei neue, größere Schubboote wurden in den Niederlanden gebaut und mit einem Spezialschiff nach Südamerika gebracht, am 27. September 2016 auf die Namen Herkules XVII und Herkules XVIII getauft, und sollen im Oktober 2016 in Fahrt gehen. Für den Transport stehen 72 Schubleichter, die in Paraguay gebaut wurden, zur Verfügung. Langfristig ist geplant, auch Container zu transportieren und Schiffe für Mineralölprodukte und Gas einzusetzen. Im März 2017 wurde in Paraguay das Containerschiff Nautic Twin in Dienst gestellt. Es ist ein Neubau aus zwei aneinandergeschweißten 120 Meter langen Schiffsrümpfen mit total 30 Meter Breite. Die Ladekapazität beträgt 726 TEU bzw. rund 10.000 Tonnen. Die Rümpfe, ehemals 135 m lang und 14,5 m breit, wurden um 15 m gekürzt und von der Concordia Group aus den Niederlanden geliefert.

### Asien

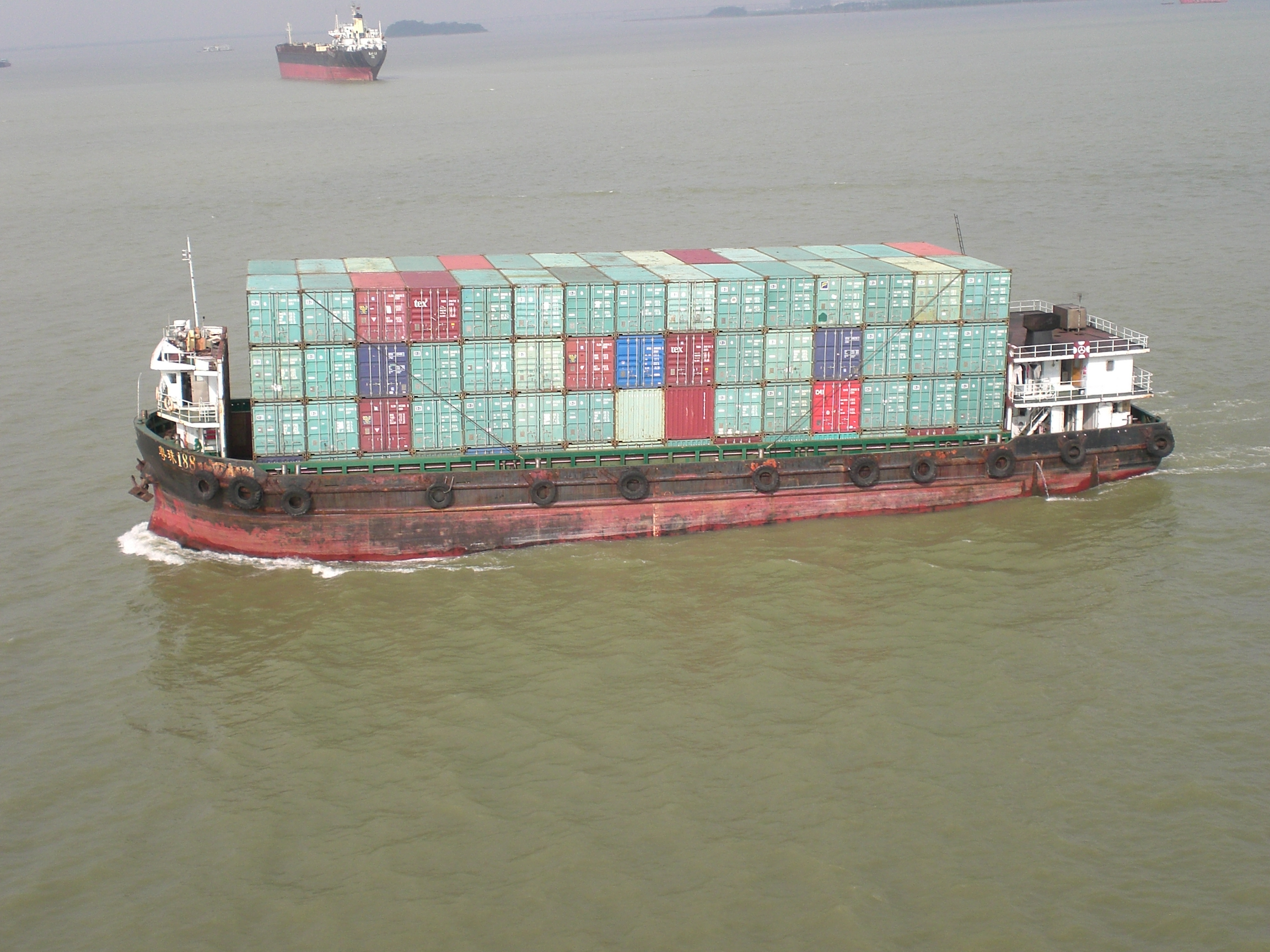
Binnencontainerschiff auf dem Perlfluss in China

China hat 123.964 km schiffbare Wasserstraßen, 1.300 Häfen und verfügt über eine Flotte von 194.352 Schiffen. Ungefähr 60 % der Wasserstraßen sind für Schiffe über 50 m befahrbar, 6,5 % für Schiffe über 1.000 t Tragfähigkeit und 10 % für Schiffe unter 500 Tonnen. Alle Schiffe zusammen haben ein Ladevermögen von 30 Mio. t und 900.000 Passagiere.
Die drei größten Flüsse sind der Jangtsekiang, der Perlfluss und der Kaiserkanal. Der Yangtse (6.378 km) verbindet Mittel- und Südwestchina mit Shanghai. Über den Yangtse werden jährlich 795 Mio. t befördert, das entspricht ungefähr 80 % aller Güter im Binnenschifffahrtsverkehr. Im Jahr 2003 wurden rund 3 Mio. Container transportiert.

### Afrika
Die meisten afrikanischen Flüsse bilden sogenannte Beckenflusssysteme. Die klimatischen Verhältnisse und die geologischen und geografischen Gegebenheiten lassen auf vielen Flüssen keine oder nur eine streckenweise Schifffahrt zu.
Ägypten hat ein Binnenwasserstraßennetz von rund 5000 km Länge und eine Binnenflotte mit über 400.000 Tonnen Tragfähigkeit. Der Nil ist mit 6671 km der längste Fluss, reger Schiffsverkehr ist erst ab Assuan zu verzeichnen. Neben Motor- und Dampfschiffen verkehren sehr viele traditionelle Segelfrachtschiffe. Zwischen Nil und dem Suezkanal verläuft der Ismailia-Kanal als Süßwasserkanal. Am Oberlauf des Nils im Sudan ist die Binnenschifffahrt weniger ausgeprägt. Dort werden die Strecken zwischen dem zweiten und dem sechsten Katarakt sowie der Blaue und der Weiße Nil befahren. Die Gesamtlänge der schiffbaren Wasserstraße beträgt rund 3000 km.
Wegen seiner vielen Wasserfällen und Stromschnellen ist der Kongo nur streckenweise zu befahren. Größter Binnenhafen ist Kinshasa, der über Eisenbahn und Straßen mit dem Seehafen Matadi verbunden ist. Die Binnenschifffahrt verbindet Kinshasa mit Kisangani und Bangui, nach Brazzaville besteht ein Fährverkehr.
Die Demokratische Republik Kongo hat ungefähr 16.300 km Binnenwasserwege. Eine nationale Gesellschaft hält das Transportmonopol. Hauptfahrgebiet ist die Strecke Kinshasa-Ilebo. Die Transportmenge liegt bei einer Million Tonnen pro Jahr.
Der Niger ist erst ab der Mündung des Benue für die Schifffahrt von Bedeutung. Zwischen den Hafenstädten Warri, Buruti, Koko und Sapele verkehren viele Schiffe. Hauptgüter sind Edelholz, Palmöl, Ölkuchen sowie Industrieprodukte. Seit 1980 betreibt die Central Water Transportation Company die Schubschifffahrt, die Leichter haben eine Tragfähigkeit von 750 Tonnen. Ganzjährig ist die Binnenschifffahrt im Deltagebiet, und von August bis Februar bis Yelwa tätig.
Auf dem Tanganjikasee verkehren Binnenschiffe zwischen den Tansania, Sambia, Zaire und Burundi.

## Technik und Betrieb
Seit April 2005 betreibt das Biesboschcentrum in Dordrecht (Niederlande) das behindertengerechte Fahrgastboot Halve Maen, das als erstes Boot mit Hybridantrieb (Dieselmotor, Elektromotor, Solarzellen und Speicherbatterien) ausgerüstet ist. Bei der Alsterschifffahrt (ATG) in Hamburg fährt neben dem Solarschiff „Alstersonne“ das mittels Brennstoffzellen und Elektromotor angetriebene Fahrgastschiff „Alsterwasser“ (Zemships).
Früher fuhren zur Versorgung der Binnenschiffe mit frischem Proviant die Proviantboote. Das waren kleine, schwimmende Tante-Emma-Läden. Neben Lebensmitteln und Dingen des täglichen Bedarfs bekam man auch Kleidung und Ausrüstungsgegenstände für das Schiff. Mittlerweile sind fast alle Proviantboote von den Wasserstraßen verschwunden, da heute jedes Schiff eine Stromversorgung hat und so auch Kühlschränke an Bord sind.
Da ein Schiff nicht einfach an eine Tankstelle fahren kann, gibt es die Bunkerboote. Diese gehen während der Fahrt längsseits und versorgen die Schiffe mit Brennstoff, Trinkwasser, Schmieröl und auf Vorbestellung auch mit Ersatzteilen und Material, die zum Unterhalt der Schiffe notwendig sind. In einigen Städten gibt es auch feste Bunker- und Servicestationen. Dort kann man inzwischen auch Lebensmittel, Getränke und Zeitungen kaufen.
Zur Entsorgung von ölhaltigem Abfall, wie Putzlappen, verbrauchten Ölfiltern und ölverschmutztem Bilgenwasser fahren die Bilgenboote. Diese pumpen das Bilgenwasser und Altöl ab. Das Bilgenwasser wird an Bord gesammelt und gereinigt bzw. fachgerecht entsorgt. An Bord jedes Schiffes muss ein Buch über den Verbrauch von Schmierstoffen geführt werden. Es wird von der Wasserschutzpolizei überprüft, und mit den Eintragungen im Bilgenbuch verglichen.

## Sonstiges
Auch geistlichen Beistand gibt es auf den Wasserstraßen für die Besatzungen. In Duisburg fahren zwei Kirchenboote (ev./kath.). An Bord finden neben Andachten auch Taufen und Trauungen statt. An kirchlichen Feiertagen werden an die Kinder der Binnenschiffer kleine Geschenke verteilt.

In Kaub erinnert ein Schiffermast an die im Dienst umgekommenen Binnenschiffer:

## Verordnungen, Vorschriften, gesetzliche Grundlagen
In Europa koordiniert die Wirtschaftskommission für Europa der Vereinten Nationen seit 1956 die Gesetze zur Binnenschifffahrt. 1985 wurde die Europäische Binnenschifffahrtsstraßen-Ordnung (CEVNI) beschlossen, von der nationale und lokale Regelungen aber abweichen können.
In Deutschland gibt es für die Binnenschifffahrt eine Reihe von Verordnungen und polizeilichen Vorschriften:
- Die Binnenschifffahrtsstraßen-Ordnung (BinSchStrO)[40] regelt den Verkehr auf Binnenwasserstraßen.
- Die Binnenschiffsuntersuchungsordnung[41] (BinSchUO) enthält Vorschriften über Bau und Ausrüstung der Schiffe.
- Bodensee-Schifffahrts-Ordnung
- Donauschifffahrtspolizeiverordnung (DonauSchPV)[42]
- Moselschifffahrtspolizeiverordnung (MoselSchPV)[43]
- Rheinschifffahrtspolizeiverordnung (RheinSchPV)[44]
- Verordnung über Sicherheitspersonal in der Fahrgastschifffahrt (FSV)[45]
- Verordnung über die Besatzung und über die Befähigungen der Besatzung von Fahrzeugen in der Binnenschifffahrt (Binnenschiffspersonalverordnung – BinSchPersV)[46]
- Verordnung über Befähigungszeugnisse in der Binnenschiffahrt (Binnenschifferpatentverordnung – BinSchPatentV)[47]
- Verordnung über die innerstaatliche und grenzüberschreitende Beförderung gefährlicher Güter auf der Straße, mit Eisenbahnen und auf Binnengewässern (Gefahrgutverordnung Straße, Eisenbahn und Binnenschifffahrt – GGVSEB)[48]
- Verordnung über die Begrenzung von Abgasemissionen aus Dieselmotoren in der Binnenschifffahrt (Binnenschiffs-Abgasemissionsverordnung – BinSchAbgasV)[49]
- Kostenverordnung der Wasser- und Schifffahrtsverwaltung auf dem Gebiet der Binnenschifffahrt (Binnenschifffahrtskostenverordnung – BinSchKostV)[50]
- Verordnung über die Zulassung des Befahrens der Eder- und der Diemeltalsperre sowie die Abwehr strom- und schifffahrtspolizeilicher Gefahren (Talsperrenverordnung – TspV)[51]
- Verordnung über die Beförderung gefährlicher Güter (ADN)[52]

Verordnungen, Richtlinien und Aktualisierungen werden über das Elektronische Wasserstraßen-Informationssystem ELWIS veröffentlicht.
In der Schweiz regelt die Verordnung über die Schifffahrt auf schweizerischen Gewässern die Binnenschifffahrt.

## Begriffe
- Stückgut: In der Binnenschifffahrt gelten Stücke bis 300 Tonnen noch als Stückgut. Zum Vergleich: bei einem Straßentransport gilt bis 3 Tonnen als Stückgut und in der Seeschifffahrt sind noch 800 Tonnen als Stückgut zu werten.
- Partikulier: Er besitzt in der Regel ein bis drei Schiffe. Er ist selbstständiger Unternehmer, verfügt über keine kaufmännische Landorganisation, einzig das Schiff ist Arbeitsstätte.
- Reederei: Sie setzen eigenen oder fremden Schiffsraum zum Erwerb ein. Es herrscht eine strikte Trennung zwischen der kaufmännischen Landorganisation und der technischen Transportdurchführung.
- Genossenschaft: Sie ist ein Zusammenschluss mehrerer Partikuliere und übernimmt die kaufmännische Organisation.
- Befrachter: Er schließt mit dem Absender Frachtverträge und mit dem ausführenden Frachtführer Unterfrachtverträge, er hat also eine Doppelfunktion (Frachtführer und Absender). In der Seeschifffahrt ist ein Befrachter nur der frachtbriefmäßige Absender!
- Kabotagebeförderung: Bezeichnung für binnenländische Güterbeförderungen durch ausländische Frachtführer
- Abwrackprämie: Sie ist eine für das Abwracken eines Binnenschiffs gewährte Prämie zum Zwecke der Bereinigung der Struktur der Binnenschifffahrt in der Europäischen Union. Durch die Gewährung dieser Prämie für den Eigentümer eines Binnenschiffs sollten Kapazitätsüberhänge in der europäischen Binnenschifffahrt abgebaut werden. Die Abwrackaktion wurde mit der Verordnung (EWG) Nr. 1101/89 des Rates vom 27. April 1989 über die Strukturbereinigung in der Binnenschiffahrt geregelt.[54][55]
- Motorenförderung: Bezeichnet das Förderprogramm „Nachhaltige Modernisierung von Binnenschiffen“, das zahlungsschwachen Schifffahrtsunternehmen den Einbau von Umwelttechnik zur Kraftstoff- und Schadstoffreduktion ermöglichen soll.[56] Aktuell ist eine Förderquote von bis zu 70 Prozent möglich.[57]
- Schiffsbedarf: Materialien des täglichen Bedarfs (z. B. Farben, Lacke, Tauwerk, Drahtseile, Schlauchwaren, Pumpen etc.)

## Museen
- Museum der Deutschen Binnenschifffahrt in Duisburg
- Binnenschifffahrtsmuseum in Oderberg
- Wahrschauer- und Lotsenmuseum in Sankt Goar
- Verkehrsdrehscheibe in Basel
- Flößerei- und Schifffahrtsmuseum in Kamp-Bornhofen
- Rhein-Museum Koblenz
- Schifffahrtsmuseum (Düsseldorf) im Schlossturm, Düsseldorf
- Rheinmuseum Emmerich
- Schifffahrts- und Schiffbaumuseum Wörth am Main
- Donau-Schiffahrts-Museum Regensburg
- LWL-Industriemuseum Schiffshebewerk Henrichenburg
- Elbschifffahrtsmuseum in Lauenburg/Elbe
- Deutsches Technikmuseum in Berlin